# Fabergéjevo jajce
Fabergéjevo jájce (izgovor: Fáberžejevo j.) je izdelek draguljarske družine Fabergé iz Sankt Peterburga v obliki jajca. Med letoma 1885 in 1917 so Fabergejevi draguljarji izdelali na tisoče teh izdelkov. Jajca so izdelana večinoma iz poldragih kamnov ali dragocenih kovin, v različnih velikostih in okrašena z dragulji ali kovinskimi vzorci. Majhna Fabergejeva jajca so bila cenjeno velikonočno darilo in so jih uporabljali tudi na okrasnih verižicah. 
Najbolj znamenita so velika jajca s podstavki ali v umetelnih skrinjicah, ki sta jih naročala ruskа carjа Aleksandеr III. in Nikolaj II. in se zato imenujejo carska jajca. Poleg teh je še skupina Keljhovih jajc, ki jih je naročal podjetnik Keljh za svojo ženo, in skupina jajc, za katere ni znan ne naročnik ne prejemnik darila. 
Izdelano je bilo 54 carskih jajc, 7 Keljhovih jajc in 10 jajc za neznane naročnike. Od skupno 71 izdelkov so se zgubile sledi za desetimi. Od ostalh 61 je v Rusiji 29 primerov (14 v muzejih in 15 v privatni kolekciji Vekselberg), v ZDA 19, v Londonu 5 (od teh 4 v kraljevi zakladnici), v Švici 3 in po eden v Franciji, Lihtenštajnu, Avstraliji, Katarju in Monaku. 
Na javni dražbi leta 2007 je Rothschildovo jajce, eno od carskih jajc, doseglo ceno 8,9 milijona angleških funtov. Danes je last Ruskega Nacionalnega Muzeja v Moskvi.